# Codex maya

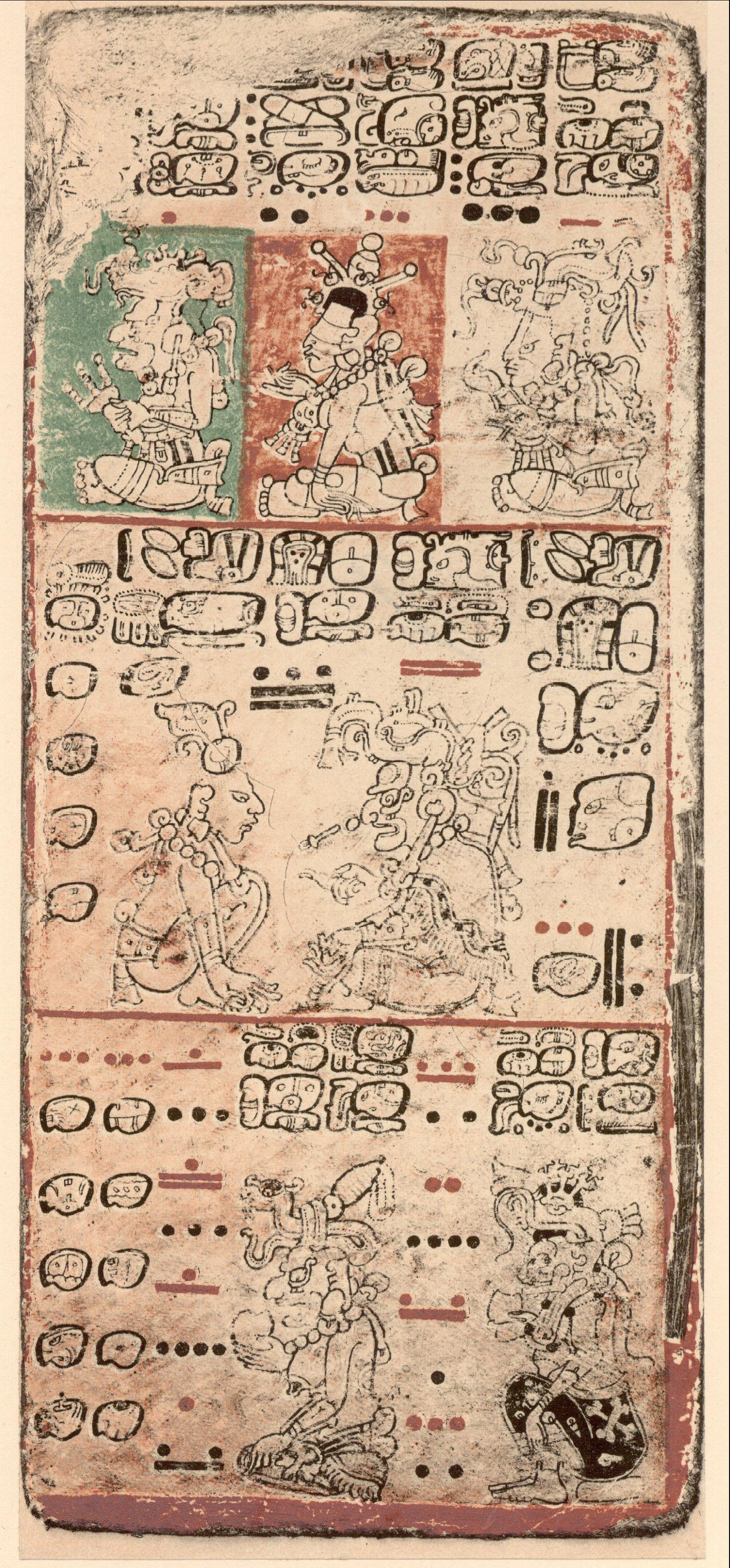
Page 9 du Codex de Dresde (édition Föstermann 1880).

Les codex mayas sont des assemblages de feuilles ou cahiers rédigés en écriture maya par des scribes de la civilisation maya précolombienne. Ces codex ont reçu les noms des villes dans lesquelles ils sont désormais conservés : Dresde, Madrid, Paris, Mexico. Le codex de Dresde est généralement considéré comme le plus important des quatre.

## Historique
Lors de la conquête espagnole du Yucatan au XVIe siècle, il existait de nombreux livres semblables qui furent par la suite détruits sur une large échelle par les Conquistadors et les prêtres. Ainsi, la destruction de tous les livres présents au Yucatan fut ordonnée par l'évêque Diego de Landa en juillet de l'année 1562. Ces codex, ainsi que les nombreuses inscriptions sur les monuments et stèles qui subsistent encore de nos jours, constituaient les archives écrites de la civilisation maya. En revanche, il est fort probable que la palette des sujets qu'ils traitaient différait de façon significative des thèmes conservés dans la pierre et sur les constructions ; avec leur destruction nous avons perdu la possibilité d'entrevoir des domaines clefs de la vie des Mayas.
Quatre codex nous sont parvenus :
- Le Codex de Dresde[1] ;
- Le Codex de Madrid ;
- Le Codex de Paris ;
- Le Codex Grolier (fragment) ;

## Le Codex de Dresde

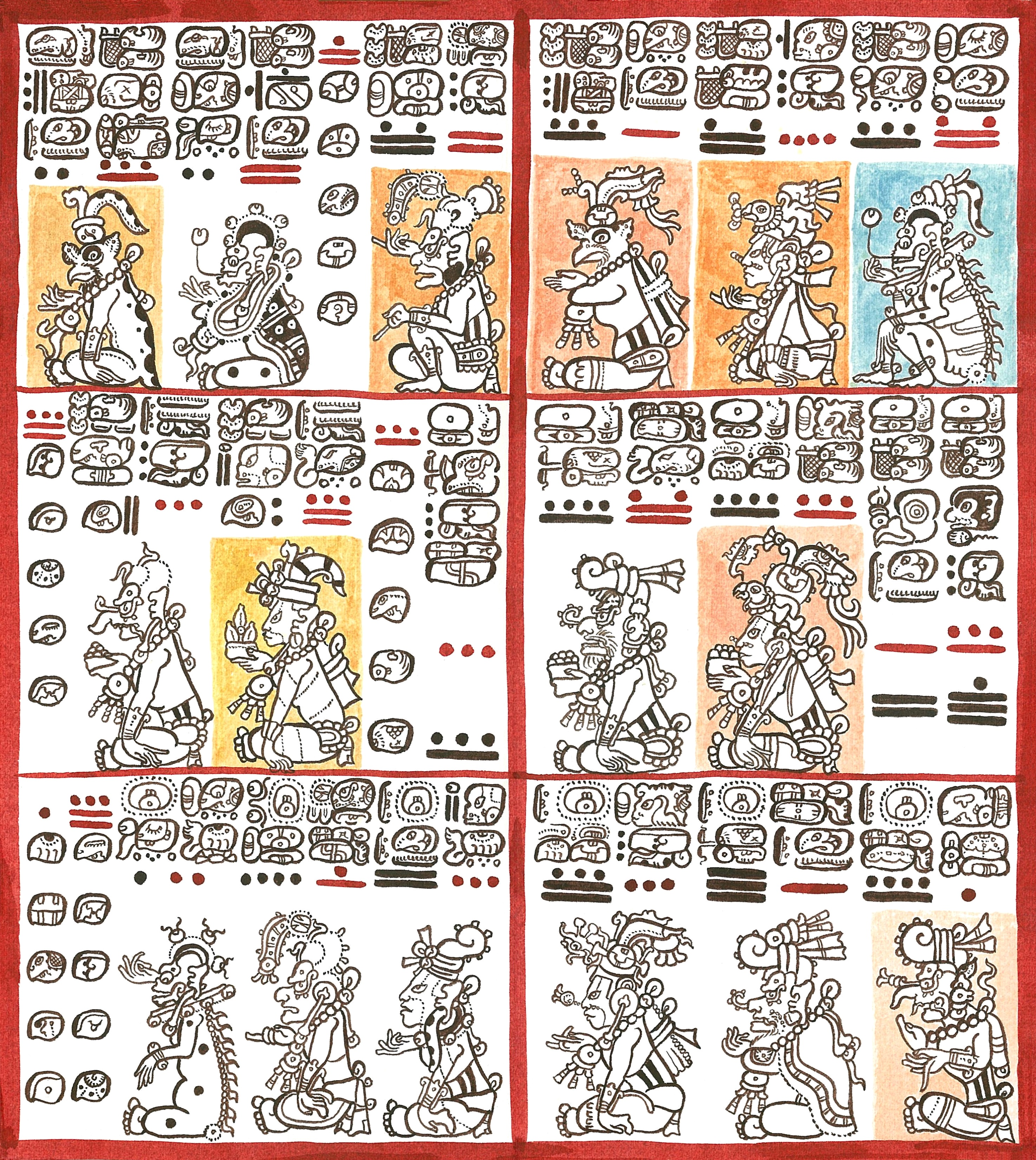
Planches 10 et 11 du codex maya de Dresde. Dessin de Lacambalam, 2001

Le Codex de Dresde (Codex Dresdensis) est le plus évolué des codex. Il se présente comme un calendrier associant aux jours de l'année les dieux qui en sont responsables. Il nous détaille le calendrier maya et son système numéral. Le codex est rédigé sur une longue bande de papier amatl pliée en accordéon pour composer un livre de 39 feuillets recto verso.  Plusieurs scribes - cinq ou huit selon les  spécialistes qui l'ont examiné, l'ont probablement rédigé peu avant la conquête espagnole. Il réapparaît en Europe où la Bibliothèque Royale de la Cour de Saxe en fait l'acquisition en 1739. Il est conservé à la Bibliothèque d'État et universitaire de Saxe à Dresde (SLUB).

## Le Codex de Madrid
Le Codex de Madrid (Codex Tro-cortesianus) traite d'horoscopes et de tables astrologiques. Il aurait été envoyé par Hernán Cortés à la cour royale d'Espagne. Ses 112 pages, un temps séparées en deux sections appelées Codex Troano et Codex Cortesianus, furent réunies en 1888. Il est conservé au Museo de América de Madrid.
À ne pas confondre avec un écrit de Léonard de Vinci, retrouvé récemment à la bibliothèque de Madrid, à qui on a donné le nom de Codex de Madrid II. Il y est question d'optique, de réflexion et de perception visuelle.

## Le Codex de Paris
Le Codex de Paris (Codex Peresianus) fut trouvé à la Bibliothèque nationale de France, en 1859, par Léon de Rosny dans un état très dégradé. Il est toujours conservé à la Bibliothèque nationale de France.

## Le Codex Grolier
Le Codex Grolier est apparu dans les années 1970 alors que les érudits ne connaissaient, depuis le XIXe siècle, que les trois précédents. L'authenticité de ce quatrième codex maya a d’abord été contestée,.
Il n'a été formellement authentifié qu'en 2016 par le professeur Stephen Houston de l'université Brown et son équipe. Il s'agit d'un fragment de 11 pages qui aurait été trouvé dans une grotte. Ses pages sont bien moins complexes que celles des autres codex. Chacune présente un héros ou un dieu tourné vers la gauche. Le haut de chaque page est marqué d'un nombre, tandis que le bas gauche présente, apparemment, une liste de dates. Il est conservé au Musée national d'anthropologie de Mexico qui ne l'expose pas au public, mais des photos sont visibles sur internet.

## Autres codex mayas
Les fouilles archéologiques de sites mayas ont mis au jour un certain nombre d'amas rectangulaires de plâtre et d'écailles de peintures, le plus souvent dans des tombes de dignitaires. Ces amas sont les restes de codex dont la partie organique s'est décomposée. Ils ont été découverts à Uaxactún, San Agustín Acasguastlan et Nebaj, au Guatemala ; à Altun Ha, au Belize ; et Copán, au Honduras. Ils datent du Classique ancien (Uaxactún et Altun Ha), du Classique récent (Nebaj, Copán) et du Postclassique ancien (San Agustín Acasguastlan). Certains, parmi les mieux conservés, ont été préservés avec l'espoir ténu que les techniques des futures générations d'archéologues nous permettront d'accéder à leurs informations.

## Falsifications
Depuis le début du XXe siècle, plusieurs faux de qualité variable ont été mis sur le marché. Si les scientifiques ont rarement été abusés, des collectionneurs d'art ont souvent fait la fortune de faussaires (deux Codex falsifiés de bonne facture appartenaient à la collection de William Randolph Hearst).

## Commentaires
Faisant référence aux rares textes mayas existants, Michael D. Coe, un éminent archéologue de l'Université Yale a déclaré : « Notre connaissance de la pensée maya antique ne représente qu'une infime fraction de l'image d'ensemble car, des milliers de livres qui conservaient l'étendue de leurs savoirs et rituels, seuls quatre nous sont parvenus (comme si tout ce que la postérité devait retenir de nous s'appuyait sur trois livres de prières et Le Voyage du pèlerin). »

## Procédé de fabrication
- Amatl (papier d'amate)